# همراهلو (خداآفرین)
همراهلو یکی از روستاهای استان آذربایجان شرقی است که در دهستان گرمادوز غربی بخش گرمادوز شهرستان خداآفرین واقع شده‌است.
- «نتایج سرشماری ایران در سال ۱۳۸۵». درگاه ملی آمار. بایگانی‌شده از روی نسخه اصلی در ۲۱ آبان ۱۳۹۲.